# Madame Roland
Madame Roland, amb el nom de soltera de Jeanne Marie Philipon (París, 17 de març de 1754 - 8 de novembre de 1793), va ser una revolucionària, amfitriona de salons i escriptora francesa.
Des de jove, Roland es va interessar per la filosofia i la teoria política i va estudiar una gran varietat d'escriptors i pensadors. Al mateix temps, era conscient que, com a dona, estava predestinada a jugar un altre paper en la societat que no pas un home. Després de casar-se amb l'economista Jean-Marie Roland de la Platière, va desenvolupar amb ell un equip de marit i muller a través del qual va ser possible utilitzar la seva ment brillant per a la política pública, que era negoci d'un home.
Es va traslladar de París a Lió, on inicialment va portar una vida tranquil·la i poc destacada com a intel·lectual provincial amb el seu marit. Es va implicar activament en la política quan va esclatar la Revolució Francesa el 1789. Va passar els primers anys de la revolució a Lió, on el seu marit va ser elegit a l'ajuntament. Durant aquest període va desenvolupar una xarxa de contactes amb polítics i periodistes. Els seus informes sobre l'evolució a Lió en cartes a la gent de la seva xarxa, es van publicar als diaris nacionals revolucionaris.
El 1791 la parella es va instal·lar a París, on Madame Roland aviat es va establir com una figura destacada dins del grup polític dels girondins, una de les faccions revolucionàries més moderades. Era coneguda per la seva intel·ligència, anàlisis polítiques astuts i la seva tenacitat, i era una bona lobista i negociadora. El saló que acollia a casa seva diverses vegades a la setmana era un important lloc de trobada per als polítics. Tanmateix, també estava convençuda de la seva pròpia superioritat intel·lectual i moral i va alienar líders polítics importants com Robespierre i Danton.
A diferència de les revolucionàries feministes Olympe de Gouges i Etta Palm, Madame Roland no va ser una defensora dels drets polítics de les dones. Va acceptar que les dones havien de tenir un paper molt modest en la vida pública i política. Fins i tot durant la seva vida, molts van trobar aquesta posició difícil de conciliar amb la seva pròpia participació activa en la política i el seu paper important dins dels girondins.
Quan el seu marit va esdevenir inesperadament ministre de l'Interior el 1792, la seva influència política va créixer. Tenia control sobre el contingut de les cartes, memoràndums i discursos ministerials, va participar en decisions sobre nomenaments polítics i va estar al capdavant d'una oficina creada per influir en l'opinió pública a França. Va ser admirada i insultada, i especialment odiada pels sans-culottes de París. Els publicistes Marat i Hébert van dur a terme una campanya de desprestigi contra Madame Roland com a part de la lluita pel poder entre els girondins i els més radicals jacobins i montagnards. El juny de 1793, va ser la primera girondina que va ser arrestada durant el Terror i va ser guillotinada uns mesos més tard.
Madame Roland va escriure les seves memòries mentre estava empresonada els mesos anteriors a la seva execució. Són, com les seves cartes, una valuosa font d'informació sobre els primers anys de la Revolució Francesa.

## Primers anys
Malgrat el seu modest naixement, per tal com el seu pare era un mitjà gravador o cisellador de joies i el seu avi matern cap de cuina del marquès de Crégny, rebé una acurada educació, i assimilava per complet tot el que se li ensenyava. Als quatre anys sabia llegir de carrera i escriure amb relativa facilitat, i tenia pocs anys quan constituïa la seva lectura favorita, a l'extrem de no separar-se del seu llibre estimat, els Homes il·lustres, de Plutarc,:14 traduït per Amyot. En ingressar a la Congregació de Dames del raval de Sant Marcel per rebre l'eucaristia, tingué un cert moment de misticisme, i la seva estada al convent donà lloc a una Correspondència sostinguda prop de vuit anys amb les germanes Caunet, les quals havia conegut allí, en la qual es reflecteix una història més viva i exacta dels seus sentiments d'aquells anys que en les Memòries escrites més tard amb la compostura i retoc de qui es retrata per a la posteritat.

## Amor per la llibertat
A l'entusiasme pels herois dels temps antics s'uní el despertar en ella del seu gran amor per la llibertat i el seu odi vers l'Antic Règim durant una visita realitzada el 1771 a Versalles, on va viure una setmana a les habitacions d'una cambrera de la delfina, o sigui, de Maria Antonieta d'Àustria, que la invità i obsequià en extrem. La mort de la seva mare i el malbaratament de la seva herència per part del seu pare la decidiren a casar-se amb Jean-Marie Roland de la Platière, agregat a la inspecció o servei de manufactures, filòsof a la moda del seu temps i que quasi li doblava l'edat.
Malgrat no sentir pel seu marit només que estimació i respecte, però no amor, es feu el noble propòsit de suplir amb una conducta irreprotxable, amb una abnegació filial i sense reserves, l'ardor que li mancava; i des del primer dia es convertí no tan sols en una mestressa feinera, sinó també en una auxiliar dels treballs intel·lectuals del seu marit, fins al punt de ser poc de temps més tard la seva factòtum i passar-li al davant.
Quan els historiadors parlen de la vida política de Roland, del seu paper, de la seva gestió al Ministeri, es refereixen al matrimoni Roland, a la significació conjunta de la dona i el marit, no sense que aquest resti relegat al segon lloc. Una vegada celebrat el matrimoni anaren a residir a Amiens, el 1784, i després d'un viatge d'estudi a Anglaterra, marxaren a Lió, on Roland havia estat nomenat inspector de manufactures. El 1790 el matrimoni s'instal·là a París, i el saló de Marie-Jeanne era el punt de reunió dels girondíns. La influència de Madame Roland, diuen que no fou balsàmica ni sedant, sinó estimulant i impulsiva; no recorda gens ni mica la blanor d'entranyes de la dona, sinó un implacable rampell.
Fou realment <l'home de la Gironda> irritant, atiant aquell grup d'intel·lectuals i artistes. Els més calorosos li semblen massa tebis; els més exaltats, culpables de moderació. Tot ho troba dèbil, covard, insuls. El 26 de juliol de 1789, poc després de l'esclat revolucionari del 14, escriu al seu amic Bose:
| « | Us queixeu del meu silenci, malgrat que jo escric tots els correus. És veritat que no m'ocupo quasi gens dels vostres afers personals; però qui és ara el traïdor que pot interessar-se per altres afers que els de la pàtria? És veritat que jo us recomanava coses més vigoroses i serioses que les que heu fet... Us ocupeu de les minúcies de la municipalitat i deixeu escapolir-se uns caps que van a concitar nous horrors. Sou uns vertaders infants: el vostre entusiasme em resulta foc d'encenalls i res més. I així l'Assemblea no obre amb tota regla el procés dos testes il·lustres o algun Déu generós no es decideix a batre-la, esteu tots, tots absolutament perduts | » |

Quan el 21 de març de 1791 el seu marit fou nomenat ministre de l'Interior del Govern de Dumouriez, l'ajudà en els seus treballs, l'animà en el que ella qualifica de "moments de debilitat", li serví de secretària i va escriure la famosa carta d'ultimàtum, signada pel seu espòs, invitant el monarca per primera vegada a abraçar decididament i sense reserva la causa del poble; després de la dimissió del seu marit, junt amb Servan i Clavières, prepara la jornada del 20 de juny perquè siguin reintegrats en els seus llocs els ministres patriotes, i, en una paraula, intervé d'una forma activa en tots els actes polítics d'aquells dies.
En caure els girondins el 31 de maig resta proscrita amb ells; l'1 de juny és detinguda, i el 22 posada en llibertat, però el 24 és de nou detinguda i conduïda a Santa Pelàgia, per passar l'1 de novembre a la Consergeria. El 8 comparegué davant el Tribunal revolucionari, que la condemnà a mort, i el mateix dia, a les quatre de la tarda, pujà al cadafal, amb estranya serenitat, infonent ànims a un infeliç condemnat que tremolava de por.

Un dels seus biògrafs conta que en arribar al lloc de l'execució digué a un company d'infortuni: 
| « | Pugeu vós el primer; no tindríeu valor per presenciar la meva mort. | » |

I com que el botxí vacil·lava, li objectà;
| « | Podrien refusar aquest últim favor a una dona que morirà ara mateix | » |

El fet d'haver demanat uns quarts d'hora de suspensió per consignar per escrit les seves últimes impressions com a afegitó a les seves Memòries, i la frase que se li atribueix com a dita davant l'estàtua de la Llibertat:
| « | Quants crims es cometen en nom teu! | » |

, són, segons tots els indicis de la interpretació històrica, retocs o adornaments afegits temps després pels que pretenien espartana o atenenca la dona esforçada i generosa que fou en els seus últims instants, en els seus últims dies.
El 1796 es col·leccionaren les seves Obres completes en tres volums. Els dos primers contenen les seves Memòries, el tercer un Passatemps i distraccions diverses, i els seus I així l'Assemblea no obre en tota regla Viatges á Soucis, Anglaterra i Suïssa. A més de la seva Correspondència amb les seves amigues Caunet, es publicaren les Lettres autographes... adressés à Bancal des Issarts, membre de la Convention (París, 1835), i el seu Appel à l'impartiale posteruté... ou recueil des écrits... rèdigés pendant se détention aux prisons de l'Abbaye et de Sainte-Pélagie (París,, any III). El 1800 es publicà a París una edició de les Oeuvres de Madame Rolland, per Champagneux, i amb el títol de Memoires van aparèixer posteriorment altres edicions amb notes, rectificacions, aclariments, etc. (una de les últimes fou la de J. Claretie el 1884).